# 五島市立福江小学校

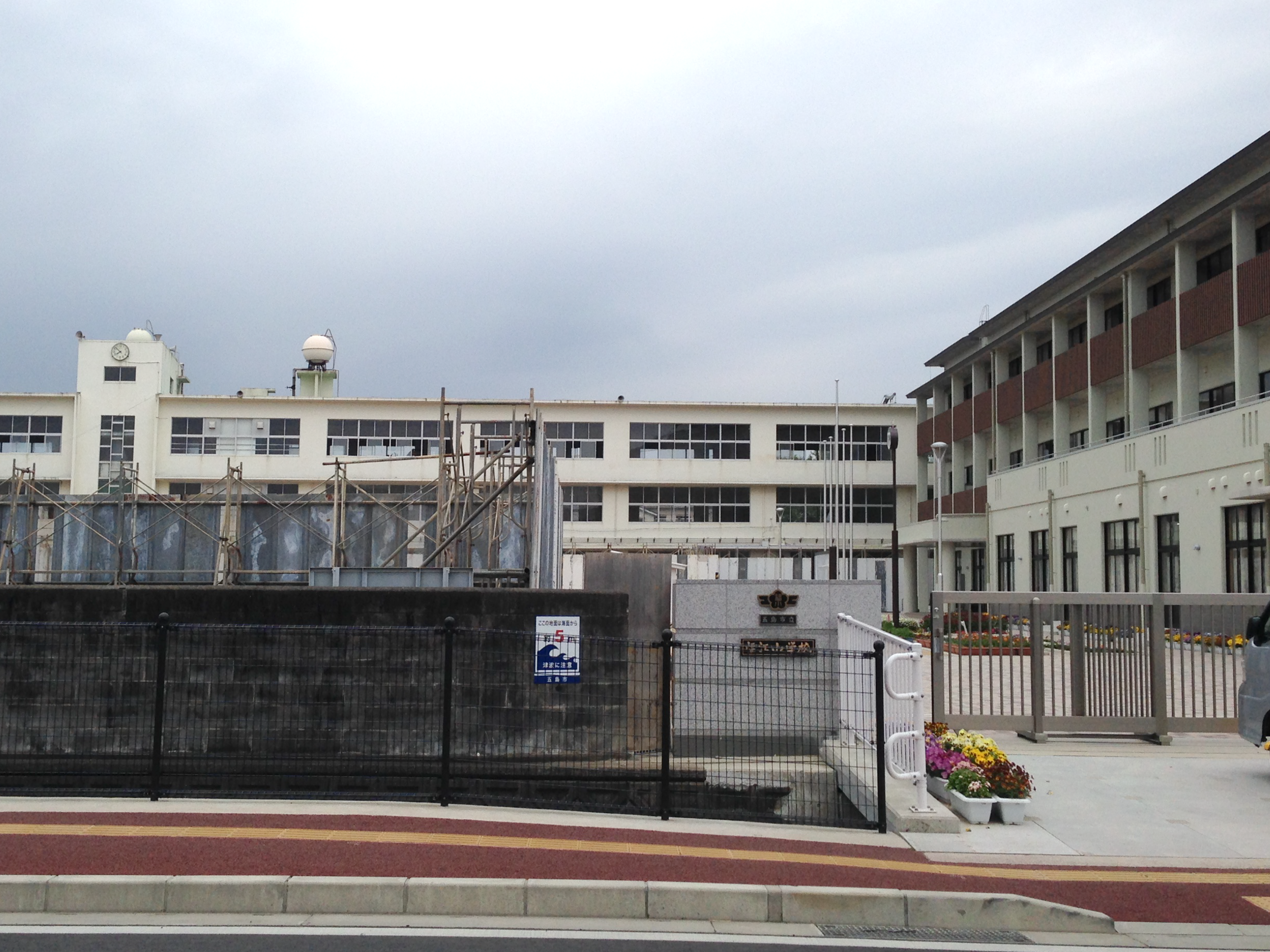
校舎遠景（2015年4月撮影）

五島市立福江小学校（ごとうしりつ ふくえしょうがっこう, Goto City Fukue Elementary School）は、長崎県五島市錦町にある公立小学校。略称は「福小」（ふくしょう）。

## 概要
歴史
1873年（明治6年）に開校した「福江小学校」を前身とする。2008年（平成20年）に創立135周年を迎えた。

校章
梅の花弁の絵を背景にして、中央に校名の「福小」の文字（縦書き）を置いている。
校歌
作詞は豊田亨、作曲は原格太郎による。歌詞は2番まであり、歌詞に校名は登場しない。
校区
住所表記で五島市の後に「下大津町、上大津町、三尾野町、三尾野一～三丁目、坂の上一丁目、大円寺町、福江町、東浜町一～三丁目、紺屋町、武家屋敷一～三丁目、池田町、新港町、江川町、栄町、中央町、末広町、幸町、錦町、松山町、大荒町、木場町、黄島町、赤島町、下崎山町、上崎山町、向町、長手町」が続く地区。
中学校区は五島市立福江中学校。

## 沿革
前史（藩校）
- 1780年（安永9年）- 福江藩第8代藩主（五島家第28代当主）五島盛運の命により、長門藩の儒者であった永富数馬を招聘し、儒学の教授を開始。
  - 当初の校舎は民家を借用したものであった。
- 1782年（天明2年）- 石田城内に校舎を建設し移転。「稽古所」と命名。
- 1816年（文化13年）頃 - 「至善堂」に改称。
- 1821年（文政4年）
  - 福江藩第9代藩主（五島家第29代当主）五島盛繁の命により、福江郷字東町20・21・22番地の一部に聖廟を建設。同時に校舎を新築の上、演武場を併設させ校地の規模を拡大し、校名を「育英館」に改称。
- 1869年（明治2年）- 寄宿舎を建設。
- 1870年（明治3年）2月21日 - 福江藩学則改正により、五島列島6ヶ所に郷校を設置[2]。
- 1871年（明治4年）- 育英館校舎・演武場を焼失し、城内軍務局を学舎として移転するも廃藩置県により廃止。

正史
- 1872年（明治5年）- 学制が公布される。
- 1873年（明治6年）9月9日 - 城内軍務局（旧・育英館）を校舎として「福江小学校」が開校。
- 1874年（明治7年）6月1日 - 「第五大学区第五中学区[3]福江小学校」として文部省に正式に認可される。
- 1875年（明治8年）
  - 6月 - 城内から現在地に移転。
  - 11月 - 5分校（萬歳・栁川・大津・大濵・戸岐）を設置。
- 1876年（明治9年）- 航東分校を増設。
- 1880年（明治13年）- 大濵分校が分離し大濵小学校として独立。戸岐分校を奥浦小学校に移管。
- 1882年（明治15年）4月 - 篭渕分校を設置。
- 1883年（明治16年）1月 - 「福江学区公立中等福江小学校」に改称。4分校をそれぞれ「下等分校」に改称。
- 1885年（明治18年）11月 - 萬歳・航東分校を廃止し、篭渕・大津・柳川の3校に統合。中等福江小学校の中に中等福江女児小学校が開校。（男女別学）
- 1886年（明治19年）
  - 2月 - 福江本町に女児小学校の新校舎が完成し移転。
  - 8月
    - 小学校令施行により尋常科（4年）を設置の上「福江学区尋常福江小学校」に改称。
    - 柳川分校を廃止。
    - 篭渕・大津分校をそれぞれ簡易小学校として分離。
    - 第十八高等小学校[4]、第十八高等女児小学校が開校。
- 1887年（明治20年）8月 - 尋常女児小学校が福江尋常小学校内に移転。
- 1889年（明治22年）4月 - 町村制施行により南松浦郡福江村が発足し、福江村立の小学校となる。
- 1892年（明治25年）9月 - 尋常福江女児小学校を統合し、「福江村立福江尋常小学校」に改称（「尋常」の位置が変わる）（男女共学）。
- 1893年（明治26年）
  - 7月 - 第十八高等小学校が廃止される。
  - 11月 - 五ヶ村[5]組合立福江高等小学校が開校。
- 1898年（明治31年）1月 - 校舎を増築し、尋常小学校校地に高等小学校が移転。
- 1902年（明治35年）
  - 5月 - 大津尋常小学校（かつての大津分校）を統合し、大津分教場とする。
  - 12月1日 - 福江女児尋常高等小学校が開校し、福江尋常小学校・福江高等小学校から女児を分離・収容される。（再び男女別学）
- 1905年（明治38年）4月 - 大津分教場を廃止し、本校に統合。
- 1907年（明治40年）4月
  - 福江尋常小学校と福江高等小学校が統合され、「福江尋常高等小学校」となる。
  - 旧・第十八高等小学校の校舎に福江女児尋常高等小学校が移転。
  - 移転後の旧・女児尋常高等小学校の校舎は福江尋常高等小学校の校舎となる。
- 1908年（明治41年）4月 - 義務教育期間が尋常科4年から尋常科6年に延長される。これに伴い、従来の尋常科4年・高等科4年が尋常科6年・高等科2年に改められる。
- 1910年（明治43年）6月 - 福江大火により女児尋常高等小学校の校舎に罹災者が収容され、救護活動が行われる。
- 1915年（大正4年）4月 - 1911年（明治44年）に廃止された篭渕尋常小学校（かつての分校）跡地に篭渕分教場を再設置。
- 1919年（大正8年）10月1日 - 福江村が町制施行により、福江町となる。
- 1924年（大正13年）1月 - 校旗を制定。
- 1929年（昭和4年）5月 - 校舎を改築。
- 1931年（昭和6年）4月 - 福江女児尋常高等小学校を統合。（再び男女共学）本校校舎を第一校舎、旧・女児校校舎を第二校舎とする。
- 1932年（昭和7年）
  - 4月1日 - 校歌を制定。
  - 11月 - 校地を拡張。
- 1933年（昭和8年）4月 - 第二校舎校舎より移築の2棟が完成。
- 1935年（昭和10年）3月 - 福江幼稚園を併設。
- 1939年（昭和14年）12月 - 2階建て8教室が完成。
- 1941年（昭和16年）4月1日 - 国民学校令により「福江町国民学校」に改称。尋常科を初等科に改称（初等科6年・高等科2年）。
- 1947年（昭和22年）
  - 4月1日 - 学制改革（六・三制の実施）。
    - 旧・福江国民学校の初等科が改組され、「福江町立福江小学校」となる。篭渕分教場を篭渕分校とする。
    - 旧・福江国民学校の高等科が改組され、福江町立福江中学校（新制中学校）となり、当初小学校に併設される。

  - 9月 - 粉乳給食を開始。
- 1948年（昭和23年）- 福江小学校第二校舎9教室を福江中学校に貸与。
- 1949年（昭和24年）2月5日 - PTAを結成。
- 1951年（昭和26年）1月 - 福江中学校が移転し、貸与を終了。
- 1953年（昭和28年）12月 - 長崎県立五島高等学校併設の長崎県教員養成所五島教室の第1回教育実習が行われる。
- 1954年（昭和29年）4月1日 - 町制合併・市制施行により、「福江市立福江小学校」に改称。
- 1956年（昭和31年）11月1日 - 篭渕分校を廃止し、本校へ統合。第二校舎の使用を再開し、500名の児童を移す。
- 1957年（昭和32年）4月1日 - 第二校舎を緑丘分校とする。
- 1958年（昭和33年）4月1日 - 緑丘分校が分離し、福江市立緑丘小学校として独立。
- 1959年（昭和34年）3月 - 鉄筋コンクリート造3階建て校舎1棟9教室（第一期工事）が完成。
- 1960年（昭和35年）3月 - 鉄筋コンクリート造3階建て校舎1棟9教室（第二期工事）が完成。
- 1961年（昭和36年）3月 - 鉄筋コンクリート造3階建て校舎1棟6教室（第三期工事）が完成。
- 1962年（昭和37年）
  - 4月 - へき地集会所（体育館）が完成。鉄筋コンクリート造3階建て校舎1棟6教室（第四期工事）が完成。
  - 9月26日 - 午前2時から午前8時までの間、福江市中心街で大火が発生。
    - この大火により、校舎の一部を公立病院、税務署、自衛隊官舎に貸与。また体育館が福江市役所仮庁舎となる。
- 1963年（昭和38年）7月 - 鉄筋コンクリート造3階建て校舎1棟6教室（第五期工事）が完成。
- 1964年（昭和39年）
  - 4月 - 鉄筋コンクリート造3階建て校舎1棟9教室（第六期工事）が完成。
  - 5月 - グラウンドを拡張。
  - 7月 - 福江市役所新庁舎が完成し、体育館の貸与を終了。
- 1966年（昭和41年）9月 - 生乳給食を開始。
- 1967年（昭和42年）4月1日 - 福江市立赤島小学校[6]を統合し、赤島分校とする。
- 1968年（昭和43年）12月 - 鉄筋コンクリート造3階建て特別教室棟（9教室）が完成。
- 1969年（昭和44年）10月 - 皇太子、皇太子妃が来校。
- 1972年（昭和47年）1月 - 福江小学校放送局を設立。
- 1973年（昭和48年）
  - 3月 - 創立100周年記念碑を建立。育英館（藩校）碑を移転。
  - 3月31日 - 赤島分校を廃止し、本校へ統合。
  - 5月 - 記念植樹を実施。100周年期成会の寄贈により校旗を新調。記念大運動会を実施。
  - 9月4日・5日 - オリンピック選手体操演技会を実施。
  - 9月9日 - 創立100周年記念式典を挙行。
- 1974年（昭和49年）3月 - 100周年記念資料カプセルを埋蔵。
- 1988年（昭和63年）
  - 2月 - 校舎大規模改修を完了。
  - 6月 - プールが完成。
- 1991年（平成3年）
  - 7月 - センター方式による完全給食を開始。
  - 8月 - 給食リフトが完成。
- 2000年（平成12年）4月1日 - 福江市立黄島小学校を統合し、黄島分校（休校）とする。
- 2004年（平成16年）8月1日 - 市町村合併により、「五島市立福江小学校」（現校名）へ改称。
- 2011年（平成23年）
  - 3月31日 - 黄島分校を廃止し、本校に統合。
  - 4月1日 - 長崎県立鶴南特別支援学校小・中学部五島分教室が開設される。
- 2015年（平成27年）
  - 1月8日 - 新校舎が完成し、オープニングセレモニーを開催。
  - 4月1日 - 併設の長崎県立鶴南特別支援学校小・中学部五島分教室が「長崎県立鶴南特別支援学校五島分校」（小・中学部）に改称。
- 2018年（平成30年）4月1日 - 五島市立椛島小学校を統合の上、椛島分校とする[7]。
- 2024年（令和6年）4月1日 - 五島市立崎山小学校を統合。

## 交通アクセス
最寄りのバス停
- 五島自動車（五島バス）「お濠前」バス停

最寄りの道路
- 国道384号と長崎県道165号大浜福江線「溝端前」交差点
- 長崎県道165号大浜福江線と長崎県道49号玉之浦大宝線 「福江郵便局」交差点

## 周辺
- 長崎県立五島高等学校
- 長崎県立五島海陽高等学校
- 五島市立福江中学校
- 五島市立緑丘小学校
- 五島市役所
- 福江武道館
- 長崎県五島振興局
- 福江郵便局
- JAごとう福江支所

## 参考資料
- 「福江市史 上巻」（1995年（平成7年）3月31日, 福江市）第3編 教育・文化、第2章 学校教育、第2節 学校の沿革と現況 p. 350　～ p. 359